# Throcking
Throcking – wieś w Anglii, w Hertfordshire, w dystrykcie East Hertfordshire, w civil parish Cottered. Leży 2,7 km od miasta Buntingford, 17,5 km od miasta Hertford i 49 km od Londynu. W 1951 roku civil parish liczyła 139 mieszkańców. Throcking jest wspomniana w Domesday Book (1086) jako Trochinge.